# 나투람 고드세

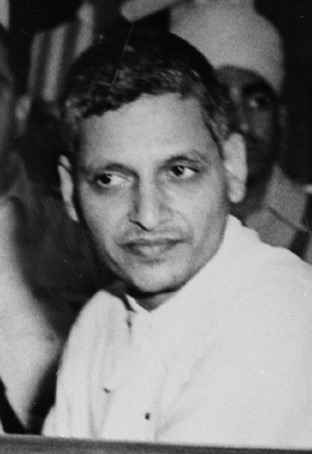
나투람 고드세

나투람 비나야크 고드세(नथूराम विनायक गोडसे, 1910년 5월 19일 ~ 1949년 11월 15일)는 힌두교 민족주의자이자 반이슬람주의자로, 마하트마 간디를 암살한 사람이다. 그는 푸네 Baramati 출생이고 아버지 Vinayak Vamanrao는 우체국 직원이었다. 그는 힌두교 민족주의 단체 국민 의용단(RSS)에서도 활동한 바 있다. 마하트마 간디가 인도의 분단을 막기 위해 힌두교와 이슬람교의 통합을 노력하자 그것에 불만을 품고 1948년 1월 30일에 뉴델리에서 열린 기도회에 참석한 간디를 총으로 쏘아 암살하였다. 그는 그 자리에서 체포되었고 이후 사형판결을 받아 교수형으로 처형되었다.